# Sergio Buenacasa
Sergio Buenacasa Alba (Zaragoza, Aragón, España, 19 de abril de 1996) es un futbolista español que juega como delantero en el Lleida C. F. de la Segunda Federación.

## Trayectoria
Formado en las categorías inferiores del San Gregorio Arrabal en sus inicios, y en el Real Zaragoza desde los infantiles. En categoría cadete es fichado por el Fútbol Club Barcelona que abandonaría en edad juvenil, siendo traspasado a la Juventus de Turín donde competiría en su escuadra de la categoría Primavera, donde también jugaría algún amistoso con el primer equipo. En verano de 2015, a sus 19 años vuelve al equipo de su tierra para competir con el Deportivo Aragón en principio, aunque entrenaría con el primer equipo. El traspaso al Real Zaragoza se realizaría en propiedad asegurándose la continuidad de una gran promesa.
Debutó en la Segunda División de España con el Real Zaragoza el 7 de diciembre de 2015 en el Estadio de San Mamés diputando los instantes finales del partido que enfrentaba al Bilbao Athletic y al Real Zaragoza, encuentro que finalizó con victoria por la mínima para el equipo blanquillo (0-1). Entró en el terreno de juego sustituyendo a Alfredo Ortuño en el minuto 93, no pudiendo disputar más que el último minuto del partido, pero debutando así en su primer partido convocado con el primer equipo. Se daba la circunstancia de que en ese instante había cuatro canteranos con ficha del Deportivo Aragón y, dada la normativa, el Real Zaragoza podía haber perdido el partido por cuestión administrativa si se hubiera producido una expulsión de alguno de sus jugadores del primer equipo, ya que el reglamento exige que debe haber al menos 7 jugadores con ficha en el primer equipo sobre el terreno de juego. Afortunadamente para los aficionados zaragocistas el partido terminó cumpliendo las normas, con la victoria en su haber y con el debut de otro canterano más de la Ciudad Deportiva.
En junio de 2018 fichó por el Real Club Deportivo Mallorca, que para la temporada 2019-20 lo cedió a la Sociedad Deportiva Ponferradina. En enero de 2020 se canceló la cesión y se marchó hasta final de temporada al Málaga Club de Fútbol.
Tras haber militado en el Hércules C. F. en la campaña 2020-21, en junio se comprometió con la Cultural y Deportiva Leonesa. Con este equipo compitió en la Primera División RFEF, categoría en la que también iba a jugar en la temporada 2022-23 con el C. F. La Nucía y el C. F. Talavera de la Reina, al que llegó en calidad de cedido.
El 12 de junio fichó por el C. D. Teruel, club recién ascendido a Primera Federación. Allí estuvo la primera parte de la temporada y en enero se marchó al Terrassa F. C. En este equipo finalizó la campaña e inició la siguiente, marchándose en enero de 2025 al Lleida C. F.

## Clubes
| Club                                | País   | Año       |
| ----------------------------------- | ------ | --------- |
| Deportivo Aragón                    | España | 2015-2017 |
| Barakaldo C. F.                     | España | 2017-2018 |
| R. C. D. Mallorca                   | España | 2018-2020 |
| S. D. Ponferradina (cedido)         | España | 2019-2020 |
| Málaga C. F. (cedido)               | España | 2020      |
| Hércules C. F.                      | España | 2020-2021 |
| Cultural y Deportiva Leonesa        | España | 2021-2022 |
| C. F. La Nucía                      | España | 2022-2023 |
| C. F. Talavera de la Reina (cedido) | España | 2023      |
| C. D. Teruel                        | España | 2023-2024 |
| Terrassa F. C.                      | España | 2024-2025 |
| Lleida C. F.                        | España | 2025-     |